# Хавса (околия)
Околия Хавса (на турски: Havsa ilçesi) е околия, разположена във вилает Одрин, Турция. Общата й площ е 545 км2. Според оценки на Статистическия институт на Турция през 2022 г. населението на околията е 17 969 души. Административен център е град Хавса.

## Населени места
Околията се състои от 23 населени места – 1 град и 22 села.
Град
- Хавса

Села
- Абалар (Abalar)
- Азатлъ (Azatlı)
- Арпач (Arpaç)
- Бакъшлар (Bakışlar)
- Бостанлъ (Bostanlı)
- Гебелер (Habiller)
- Йолагелди (Yolageldi)
- Кабаагач (Kabaağaç)
- Кузуджу (Kuzucu)
- Кулубалък (Kulubalık)
- Кьосейомер (Köseömer)
- Мусач (Musulca)
- Наипюсуф (Naipyusuf)
- Неджатие (Necatiye)
- Огулпаша (Oğulpaşa)
- Османли (Osmanlı)
- Сьогютлюдере (Söğütlüdere)
- Таптък (Taptık)
- Тахал (Tahal)
- Хаскьой (Hasköy)
- Чукуркьой (Çukurköy)
- Шербетар (Şerbettar)